# Кастри (Мелисургос)
Кастри  (на гръцки: Καστρί) е средновековно селище край лъгадинското село Мелисургос (Лезик), Гърция.
Местността е разположена на 5 km югоизточно от сегашното селище, на коларския път, свързващ района на езерата с хълмовете на Халкидика. Селището заема два съседни хълма, на които има останки от сгради. В югозападната част на северния хълм има останки от сгради. На плоското било на южния първоначално са открити архитектурни елементи от ранно християнски храм и по-късно е разкопана самата раннохристиянска базилика.
Близо до Кастри е разположена византийската манастирска кула Бургас, издигаща са не върха на хълма на десния бряг на едноименната река. Запазена е и стената обграждаща собствеността на Хилендар.
В 1984 година селището е обявено за паметник на културата.